# 克里斯蒂安·迈尔 (天文学家)

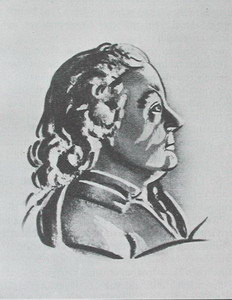
克里斯蒂安·迈尔

克里斯蒂安·迈尔（德語：Christian Mayer，1719年8月20日—1783年4月16日），捷克、德国天文学家和教师。

## 生平
1719年8月20日，他出生在摩拉维亚的莫德日采，曾受过希腊文、拉丁文、数学、哲学及神学教育。20多岁的时候，因父亲反对他当耶稣会修士而离家出走。1745年，在曼海姆加入了耶稣会，并在完成修习后开始教授人文学课。

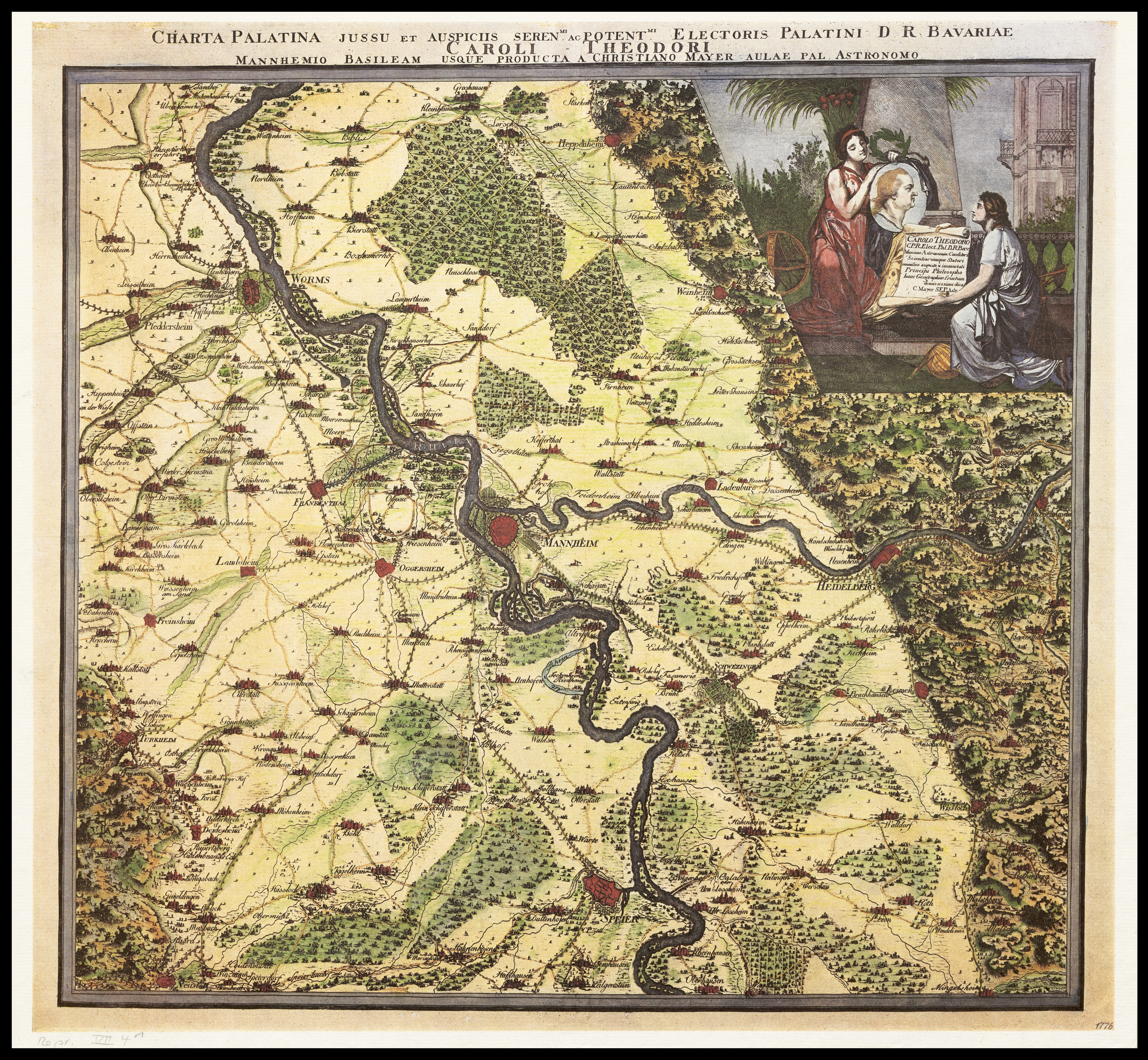
曼海姆及周边地区, 克里斯蒂安·迈尔的卡塔领地，约1775年.

1752年，由于名声出众而被选为海德堡数学和物理教授。此时，他已对天文学产生了浓厚的兴趣。他被任命为曼海姆宫廷天文学家，主要任务是为施韦青根和曼海姆的新天文台选配观测设备。在这些工作完成后，他继续从事天文研究，并发表了许多的著作。1769年他曾受邀到圣彼得堡与安德斯·约翰·莱克塞尔（Anders Johan Lexell）一起观察了金星凌日。1773年，克勉十四世解散了耶稣会，因此，他的宫廷天文学家一职也被解除，但他仍能继续进行天文观察和研究。1765年12月，他申请并获得了英国皇家学会外籍会员资格。
他最著名的是开启了对双星的研究，尽管当时的设备并不能区分真正的双星和分布重合的恒星。1777年-1778年他完成了80对双星的星表编制，并在1781年发表。
1783年4月16日他在海德堡去世，享年63岁。

## 著作
主要著作有：
- 《Pantometrum Pacechianum, seu instrumentum novum pro elicienda ex una statione distantia loci inaccessi, 1762, Mannheim.》，1762年，曼海姆；
- 《Basis Palatina》，1763年，曼海姆；
- 《Expositio de transitu Veneris》，1769年，圣彼得堡；
- 《Nouvelle méthode pour lever en peu de temps et à peu de frais une carte générale et exacte de toute la Russie》，1770年，圣彼得堡；
- 《Gründliche Vertheidigung neuer Beobachtungen von Fixsterntrabanten welche zu Mannheim auf der kurfürstl. Sternwarte endecket worden sind》，1778年，曼海姆；
- 《De novis in coelo sidereo phaenomenis in miris stellarum fixarum comitibus》，1763年，曼海姆。

## 另请参阅
- 耶稣会士科学家名单
- 罗马天主教科学家教士列表

## 纪念
- 月球上的克·迈尔陨石坑以他的名字命名